# (4953) 1990 MU
(4953) 1990 MU とは、アポロ群に属する地球近傍天体 (NEO) の1つである。

## 発見
1990 MUは、1990年6月23日にロバート・マックノートが発見した。しかし、観測されたのはそれから3晩のことであり、このときには十分に軌道を確定することができなかった。しかしその後、1974年に撮影された6枚の乾板写真に1990 MUが撮影されている事がわかり、軌道が確定し小惑星番号が付与された。

## 軌道

(4953) 1990 MUの軌道

1990 MU の軌道は、近日点が金星軌道の内側、遠日点が火星軌道の外側にある、離心率が 0.657 のかなりゆがんだ楕円軌道である。軌道傾斜角は24.40度あり、1990 MU はこの軌道をほぼ2年かけて公転している。特に地球軌道とはほぼ交差といえるほど近く、最も短いところでは約371万 km しか離れていない。このため、地球近傍小惑星の中でも、潜在的に危険な小惑星 (PHA) に分類されている小惑星である。2058年6月5日には地球から約345万 km と、月までの距離の10倍以内の距離まで接近する。ちなみに金星にも衝突する可能性があり、1948年10月10日には金星から約641万 km の距離にまで接近した。

## 物理的性質
1990 MU の絶対等級は14.95等級。直径は 2.8 kmであると推定されており、地球横断小惑星の中で最も大きい小惑星の一つであるとされている。また、14時間13分で自転している。

## その他
欧州宇宙機関 (ESA) が行っているガイア計画では、小惑星のヤルコフスキー効果を測定する有望な観測対象の1つに 1990 MU が選定されている。